# Іванівка (Волноваський район)
Іва́нівка — село Волноваської міської громади Волноваського району Донецької області, Україна. Відстань до райцентру становить близько 15 км і проходить автошляхом місцевого значення.

## Населення
За даними перепису 2001 року населення села становило 1052 особи, з них 89,64 % зазначили рідною мову українську, 9,98 % — російську, 0,1 % — вірменську, молдовську та грецьку мови.

## Перейменування вулиць
Згідно з розпорядженням Іванівської сільської ради Волноваського району Донецької області від 11 січня 2016 року № 01-03/3 в селі Іванівка перейменовані такі вулиці:
| Стара назва | Нова назва     |
| ----------- | -------------- |
| Артема      | Набережна      |
| Кірова      | Преображенська |
| Леніна      | Центральна     |
| Октябрська  | Миру           |
| Свердлова   | Магістральна   |
| Чапаєва     | Зарічна        |